# Sirhookera lanceolata
Sirhookera lanceolata är en orkidéart som först beskrevs av Robert Wight, och fick sitt nu gällande namn av Carl Ernst Otto Kuntze. Sirhookera lanceolata ingår i släktet Sirhookera och familjen orkidéer. Inga underarter finns listade i Catalogue of Life.